# Ray Downey
Raymond Tyler Downey, connu sous le nom de Ray Downey, est un boxeur canadien né le 23 septembre 1968 à Halifax.

## Carrière
Lors des Jeux olympiques de 1988 à Séoul, il remporte la médaille de bronze dans la catégorie super-welters. Battu dès le premier tour 4 ans plus tard aux Jeux olympiques de Barcelone, il passe professionnel en 1994 mais malgré un palmarès honorable de 16 victoires en 19 combats, il ne parvient pas à remporter de titre national ou international.